# بخش باکس (شهرستان توسکاراواس، اوهایو)
بخش باکس (به انگلیسی: Bucks Township) یک منطقهٔ مسکونی در ایالات متحده آمریکا است که در شهرستان توسکاراوس، اوهایو واقع شده‌است.
 بخش باکس ۵۸٫۶ کیلومتر مربع مساحت و ۱٬۶۰۱ نفر جمعیت دارد و ۳۶۳ متر بالاتر از سطح دریا واقع شده‌است.